# 奧拉克爾 (亞利桑那州)
奧拉克爾（英語：Oracle）是位於美國亞利桑那州皮納爾縣的一個人口普查指定地區。根據2010年美國人口普查，該地人口為3686人，而該地的面積約為42.49平方千米。

## 地理
奧拉克爾的座標為32°26′58″N 110°46′55″W / 32.44944°N 110.78194°W，而該地最高點為海拔高度1379米（即4524英尺）。